# Олешонка (приток Волмы)
Олешонка (в верховье Олешня) — река в России, протекает по Окуловскому району Новгородской области, исток реки находится в Маловишерском районе. Устье реки находится в 22,1 км от устья Волмы по правому берегу. Длина реки составляет 25 км. На реке стоит деревня Сутоки.

## Данные водного реестра
По данным государственного водного реестра России относится к Балтийскому бассейновому округу, водохозяйственный участок реки — Мста без р. Шлина от истока до Вышневолоцкого г/у, речной подбассейн реки — Волхов. Относится к речному бассейну реки Нева (включая бассейны рек Онежского и Ладожского озера).
Код объекта в государственном водном реестре — 01040200212102000021374.

## Топографическая карта
- Лист карты O-36-54 Торбино. Масштаб: 1 : 100 000. Состояние местности на 1983 год. Издание 1988 г.